# Площадь Новодевичьего Монастыря
Площадь Новоде́вичьего Монастыря расположена в центре Москвы в Хамовниках вблизи Новодевичьего монастыря между Большой и Малой Пироговской улицами, Лужнецким и Новодевичьим проездами и улицей 10-летия Октября.

## Происхождение названия
Площадь получила название по близости к Новодевичьему монастырю. В 1928—1948 годах — площадь 10-летия Октября.

## Примечательные здания и сооружения
- дом 1 — Церковь Усекновения главы Иоанна Предтечи у Новодевичьего монастыря